# Јован Јакшић
Јован Јакшић је био српски великаш, син Дмитра Јакшића из породице Јакшића.
Прославио се у походу 1481. године када је пред градом Голупцем разбио један турски одред од 1.000 коњаника, а турском заповеднику града одсекао главу пред градском капијом. Умро је после 1500. године.